# Нильсен, Амалдус
Амалдус Кларин Нильсен (норв. Amaldus Clarin Nielsen; 23 мая 1838, Халсе-и-Харкмарк, Вест-Агдер — 10 декабря 1932, Осло, Норвегия) — норвежский художник.

## Биография
Родился 23 мая 1838 года в Халсе-и-Харкмарк, на юге Норвегии, в семье капитана и торговца Нильса Клеметса Нильсена (1795—1845) и Андреи Марии Мёллер (1802—1866). Большую часть своего детства провёл без отца, который умер, когда мальчику было 7 лет.
Получив первоначальные навыки от неизвестного путешествующего художника, в 1854 году он уехал в Копенгаген для изучения живописи, где после года подготовительных занятий, в 1855 году поступил в Академию изящных искусств. Не сумев работать в системе академии, он, при финансовой поддержке своего брата и владельца бизнеса Дидерика Каппелена (1856—1935), он с 1857 по 1859 год учился у Ханса Гуде в Дюссельдорфской академии художеств.
С 1859 по 1863 год провёл в путешествиях по Западной и Южной Норвегии, а с 1863 по 1864 год вновь жил в Дюссельдорфе, став последовательным продолжателем дюссельдорфской художественной школы.
Вернувшись на родину, из-за болезни поселился в Христиании, где заключил договор с галереей Oslo Kunstforening на поставку ряда работ для продажи их с аукциона для поддержания стабильного дохода.
С 1867 по 1868 год провёл в Карлсруэ, а в 1869 году поселился вновь в Христиании на Майостуен.
В 1890 году удостоен награды кавалера ордена святого Олафа первого класса.
Скончался 10 декабря 1932 года в Осло от пневмонии.

## Творчество
Художник работал в стиле натурализма и был назван первым художником-натуралистом Норвегии. Среди основных работ «Hvalørhei» (1874), «Skovbild» (1896), «Morgen ved Ny-Hellesund» (1885, одна из нескольких работ из Ню-Хелесунда), «Ensomt sted» (1901), «Fra Bankefjorden» (1910) и «Kveld på Jæren» (1925). Большая часть его работ изображала Западную и Южную Норвегию, но также Эстфолл.

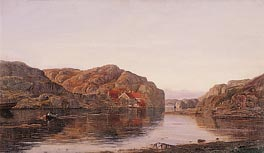
Morgen Ny Hellesund (1885)
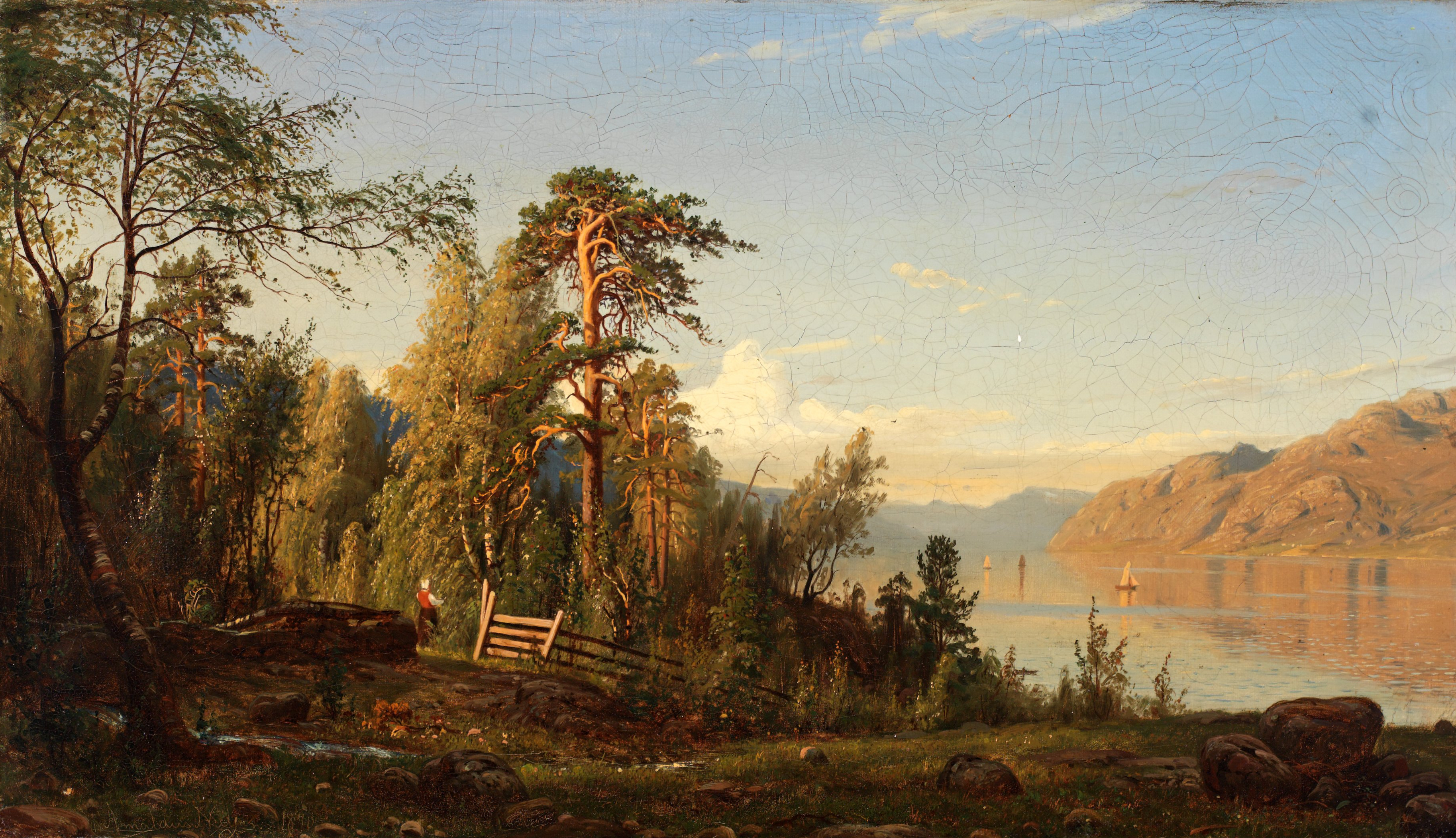
Fjordparti (1890)
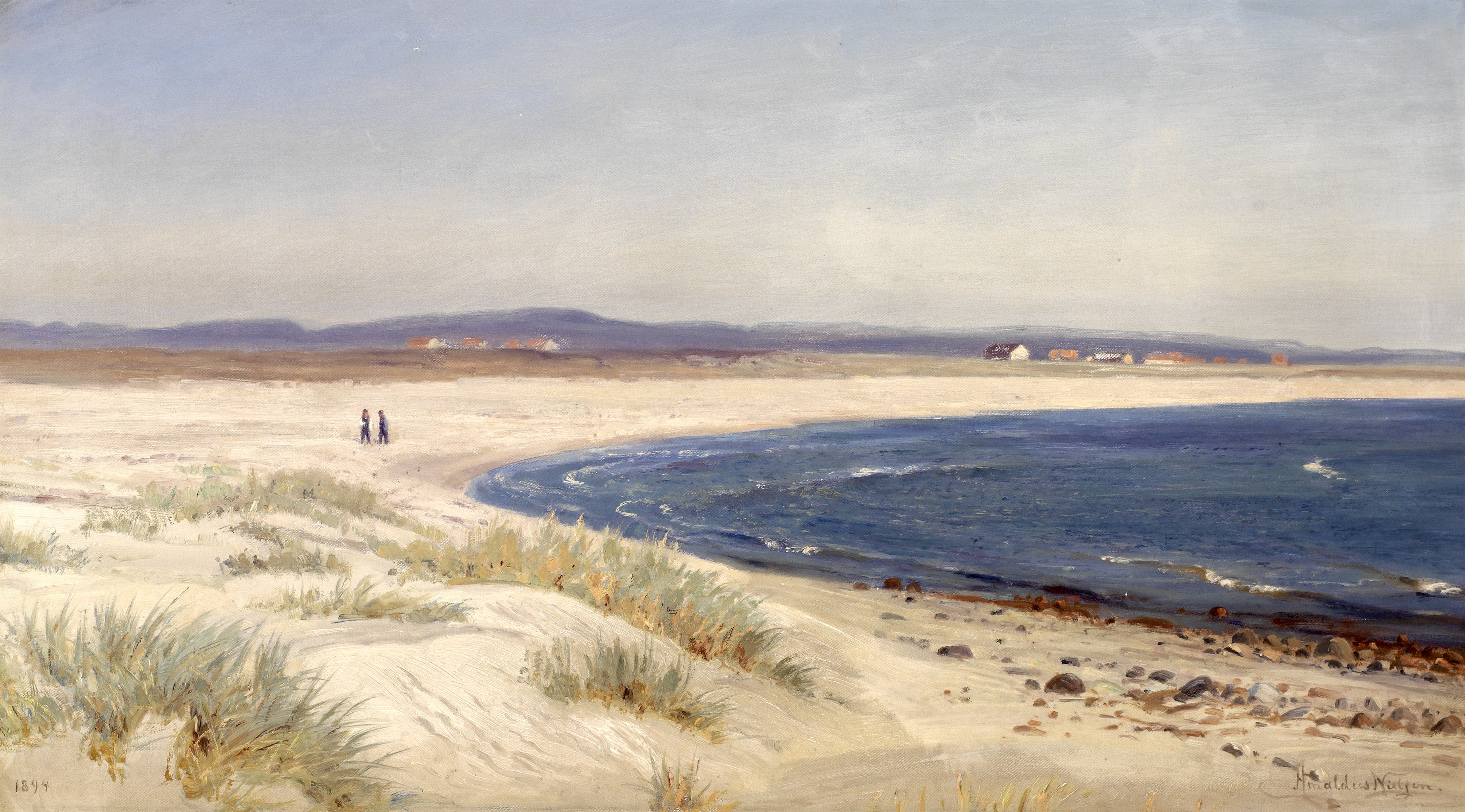
Mennesker på en strand (1894)
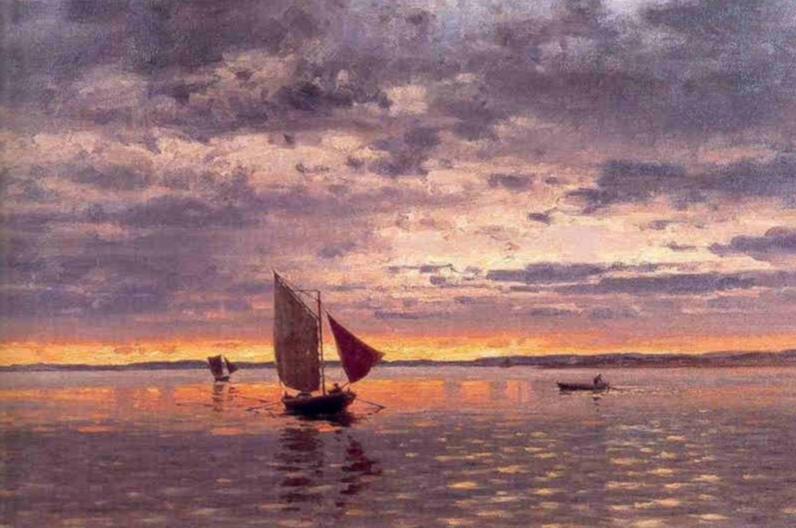
Aften ved Frederiksstad (1909)

С 1883 по 1911 год художник практически ежегодно принимал участие в осенних выставках «Høstutstillingen», проходивших в Осло; участвовал в выставках «Christiania Kunstforening» (1895, 1906, 1924, 1931); во Всемирной выставке (1862) в Лондоне, Всемирной выставке (1889) в Париже, в Мюнхене (1913). Одиннадцать из его работ приобретены Национальным музеем искусства, архитектуры и дизайна в Осло.
Работы художника находятся в Mandal Kunstforening и Мандалском музее, но самое крупное собрание (около 300 работ) было пожертвовано в 1933 году муниципалитету Осло родственниками художника. Коллекция размещена в постоянной экспозиции Стенерском музее в Осло.
Именем художника названа одна из площадей Осло, где также установлен бюст живописца.